# Morelos
Morelosⓘ – stan w środkowym Meksyku. Graniczy ze stanami: Meksyk (na północy i zachodzie), stanem federalnym (Districto Federal) na północy, Puebla (na wschodzie) i Guerrero (na południu).

## Podział administracyjny
Morelos dzieli się na 33 gminy (hiszp. municipios). 

## Historia
Pierwsze osiedla ludzkie w Morelos sięgają okresu 2000 lat p.n.e. Pierwszą z wielkich cywilizacji, które istniały na tym terenie byli Toltekowie. Ok. 600 n.e. największym miastem tego rejonu było Xochicalco. Według niektórych historyków to właśnie tutaj narodził się kult Quetzalcóatla (uważanego za „ojca wszystkich cywilizacji”). Pod koniec XII w. kultura Tolteków chyliła się już ku upadkowi, co pozwoliło na przybycie innych ludów do tego regionu. W XIV w. plemię Tlahuica staje się najsilniejsze, ale potem zostaje podbite i włączone do Imperium Azteków.
Po przybyciu Hiszpanów obszar obecnego Morelos zostaje opanowany przez Gonzalo de Sandovala w 1521 na polecenie Hernána Cortésa. W 1523 Sandoval osiedla się tutaj na stałe. Za jego sprawą powstaje pierwszy w Ameryce Północnej młyn cukrowy w Tlaltenango. W 1529 przybywają zakonnicy franciszkańscy w celu prowadzenia akcji ewangelizacyjnej. Złe traktowanie przez osadników oraz przywiezione przez nich choroby doprowadzają w krótkim czasie do śmierci wielu Indian. Aby zastąpić ubytek ludności Hiszpanie zaczynają w XVII w. sprowadzać Murzynów do pracy na tutejszych plantacjach. Morelos w okresie kolonialnym pozostawało ważnym ogniwem łączącym stolicę z południowymi prowincjami.
Ruch niepodległościowy pojawił się w Morelos w 1811, a więc dużo później niż w reszcie kraju. Jednakże stolica regionu – Cuernavaca stała się niedługo potem ośrodkiem powstańców. Ksiądz José Morelos przewodził rebeliantom w ich walce z rojalistami po śmierci innego księdza – Miguela Hidalgo y Costilla, który zapoczątkował zryw przeciwko Hiszpanii. W 1815 Morelos zostaje jednak pojmany a następnie stracony. Od jego nazwiska stan przyjął swoją nazwę. W 1821 wojska kolonialne zostają ostatecznie pokonane a Morelos staje się częścią niepodległego Meksyku.
Tak jak i w reszcie kraju tak i tutaj pierwsza połowa XIX w. charakteryzowała się wielką niestabilnością polityczną, co było spowodowane ciągłymi walkami o władzę pomiędzy stronnictwami liberałów i konserwatystów. Morelos w dalszym ciągu pozostawało jednym z największych producentów trzciny cukrowej na świecie. Pomiędzy wielkimi posiadaczami ziemskimi a chłopami wytworzyły się wielkie nierówności majątkowe. Z powodu swojego bliskiego położenia przy stolicy kraju Morelos miało strategiczne znaczenie dla kolejnych uzurpatorów dążących do przejęcia władzy w Meksyku. Wydzielony ze stanu Mexico został stanem w 1868r.
W 1910 wybucha rewolucja meksykańska skierowana początkowo przeciwko dyktatorskim rządom Porfirio Diaza, zaciekłe walki toczą się także i na terenie stanu. Po zakończeniu rewolucji wybuchło tu kilka powstań chłopskich, których głównych celem było żądanie przeprowadzenia reformy rolnej. Rządowi centralnemu udało się je jednak stłumić w zarodku. XX w. to okres pomyślnego rozwoju Morelos, które z rolniczego regionu przekształciło się w ośrodek przemysłowy.

## Warunki geograficzne i klimatyczne
Północna i wschodnia część stanu ma charakter górzysty, najwyższe szczyty na tym obszarze to: El Tezoyo, Tres Cumbres, El Palomito, La Corona i La Herradura.
Większość rzek w Morelos jest zasilana przez deszcze, które spadają w górach na północy. Przez południowo-wschodnią część przepływa Amacuzac, rzeki Grande i Telpancingo znajdują się we wschodniej części stanu. Największym jeziorem jest Laguna Tequesquitengo (zajmuje powierzchnię 124 km kw.), nad jej brzegami ulokowanych zostało wiele ośrodków wypoczynkowych.
Morelos ze względu na klimat można podzielić na trzy regiony: Sierra Alta, Piedemonte i Los Valles. Los Valles (doliny) zajmują największą powierzchnię i są najbardziej gorące. Małe obszarowo Sierra Alta i Piedemonte znajdują się na wyższych wysokościach na północy i cechują się niższymi temperaturami.
Temperatura w Morelos sięga od 10 °C do 23 °C. Stolica stanu – Cuernavaca jest znana jako „miasto wiecznej wiosny” ze względu na panująca w niej umiarkowaną pogodę. Średnia roczna temperatura w Cuernavace wynosi 20 °C. Najwięcej deszczów spada w sezonie od maja do września. Średnia roczna opadów sięga od 87 cm do 183 cm w niektórych regionach.
W regionie Sierra Alta występują lasy iglaste (sosna, jodła) z domieszką dębu, oprócz tego w skład podszytu wchodzą lilie i fiołki. W Piedemonte rosną kaktusy oraz różne gatunki krzewów. W dolinach spotyka się wierzby, a oprócz tego poinsecje i bugenwille.
Do pospolitych gatunków ptaków należą przepiórki, orły i gołębie. Z innych przedstawicieli fauny zwierzęcej można wymienić: oposy, kojoty, borsuki i kameleony.

## Gospodarka
Usługi stanowią 23% gospodarki stanu, przemysł jest drugą co do ważności gałęzią gospodarki, osiągając udział na poziomie 19%. Inne sektory to m.in. handel (17%), finanse (14%), rolnictwo (12%), transport (9%), budownictwo (5%). Głównymi produktami eksportowymi stanu są: samochody, pomidory, trzcina cukrowa, miód i kwiaty. Mają tu swoje zakłady takie światowe koncerny jak: Nissan czy Firestone.
Morelos jest uważane za jeden z najważniejszych ośrodków rolniczych Meksyku. Szczególnie słynne są tutejsze kwiaty ozdobne (np. chryzantemy). Oprócz kwiatów uprawia się kukurydzę, pomidory, trzcinę cukrową i śliwki. Hoduje się: owce, świnie, konie, kozy i drób.

## Turystyka
Morelos słynie ze swoich pól golfowych i ośrodków spa. Znajduje się tu wiele parków narodowych i stanowisk archeologicznych (np. Las Pilas, Zazacatla czy Piramida Tepozteco). Jednym z najczęściej odwiedzanych przez turystów jest wodospad San Anton.

## Główne miasta
- Cuautla
- Cuernavaca – stolica stanu
- Emiliano Zapata
- Jiutepec
- Temixco
- Yautepec de Zaragoza
- Jojutla

## Galeria

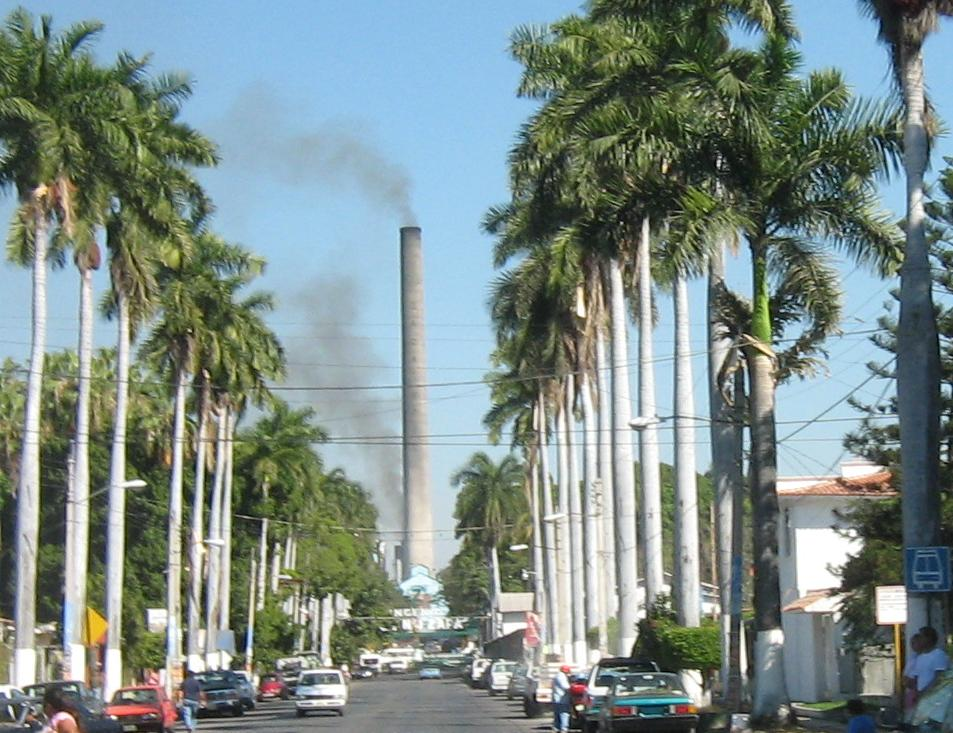
Zacatepec
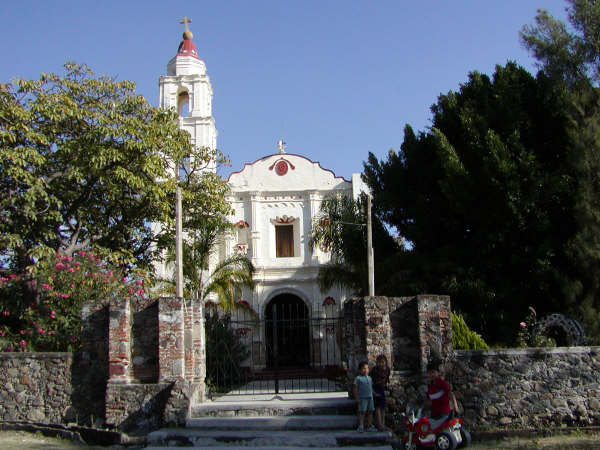
Temoac Morelos
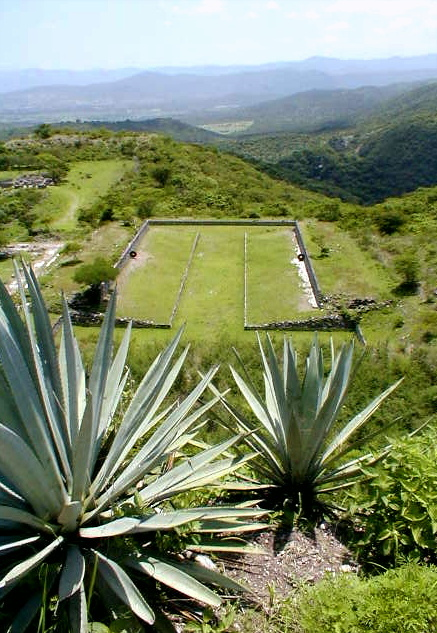
Xochicalco